# 正保城絵図

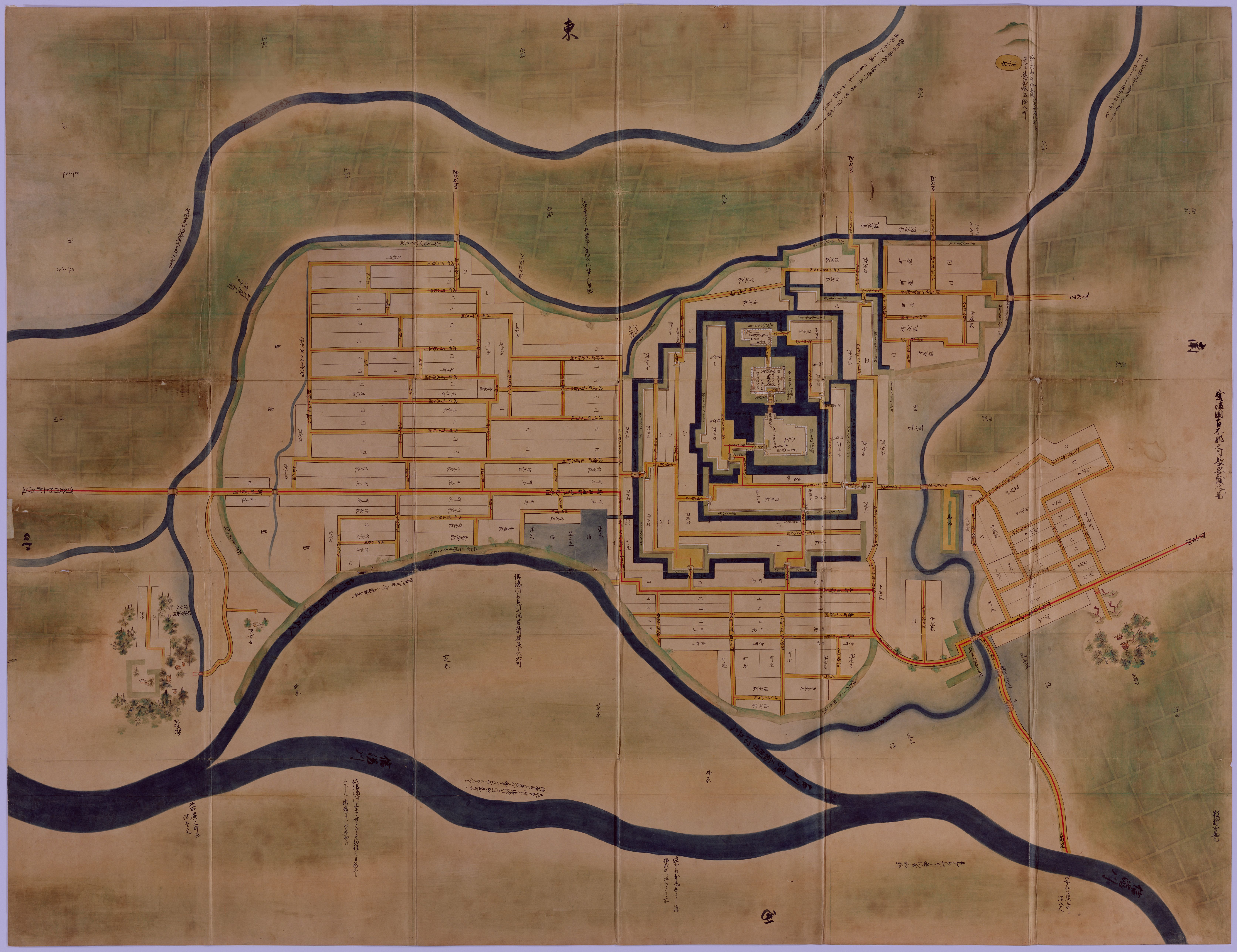
越後国古志郡之内長岡城之図

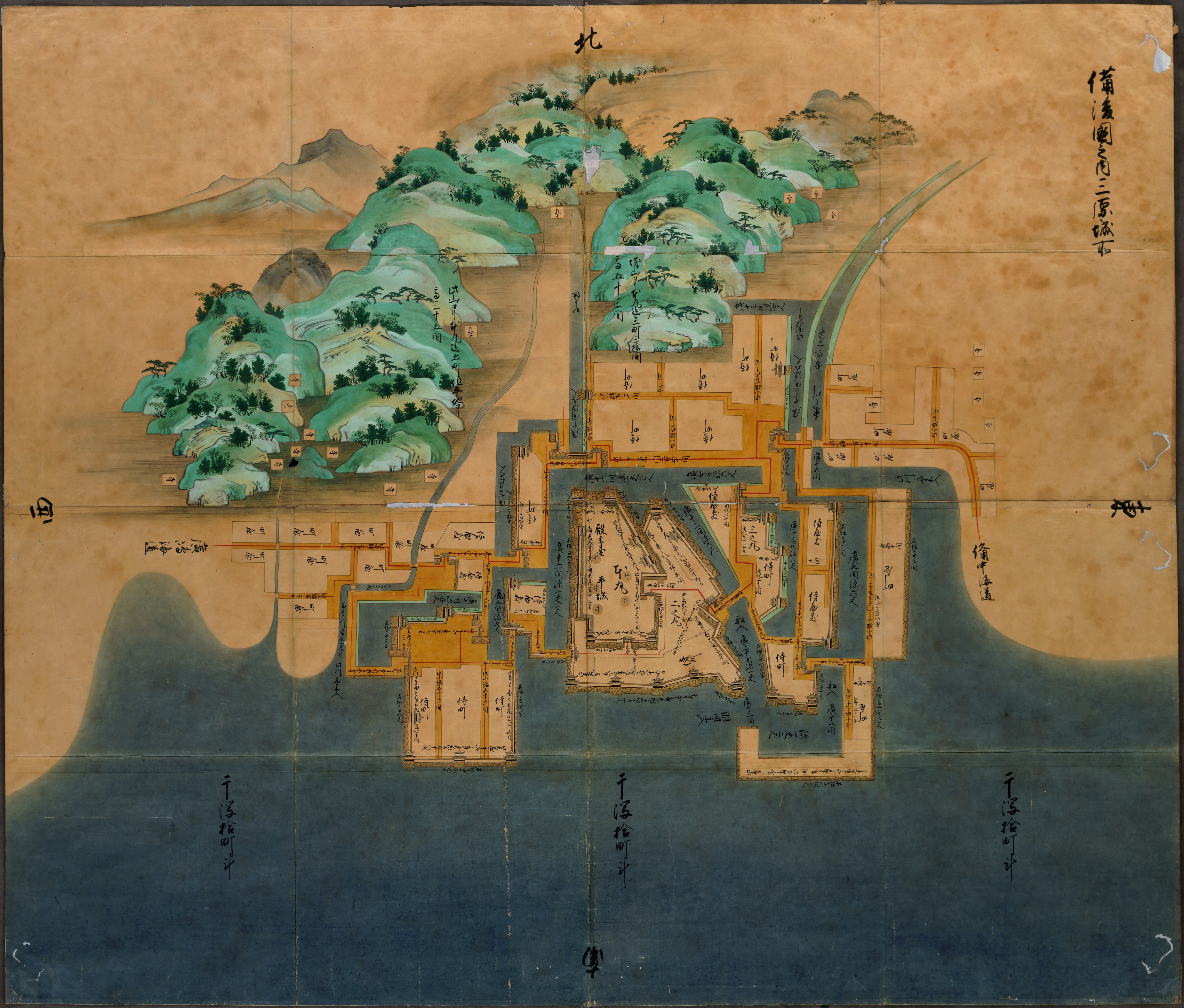
備後国之内三原城所絵図

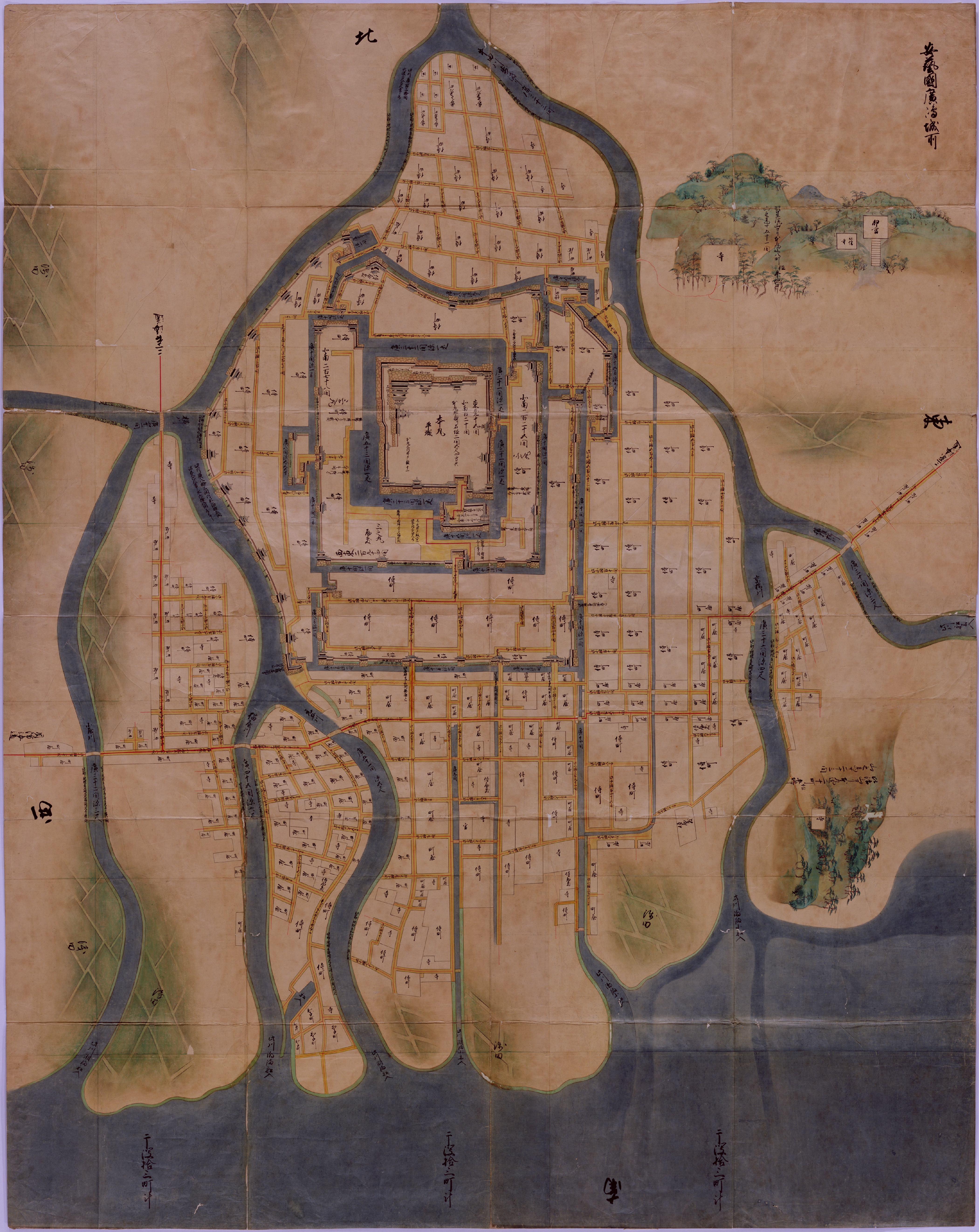
安芸国広島城所絵図

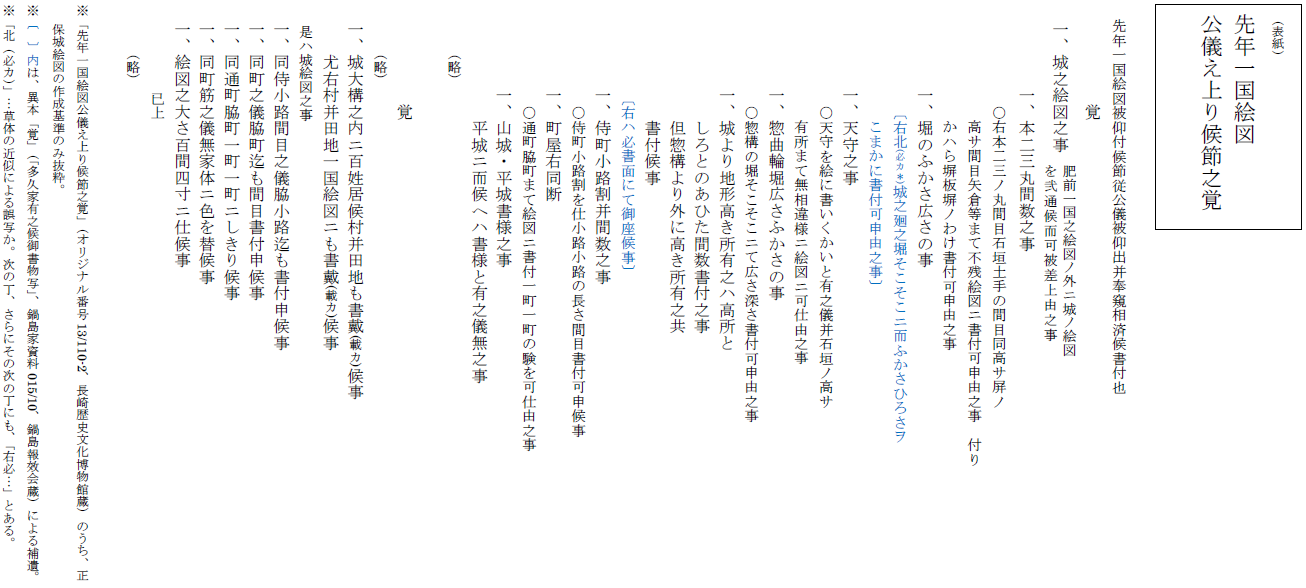
正保城絵図 作成基準 （原文）

正保城絵図 （しょうほうしろえず）は、17世紀半ばに徳川幕府が各地の城持ち大名に命じて提出させた、統一的な描写の城絵図である。

## 概要
正保元年(1644年)12月、徳川家光は全国の大名に対して、国絵図・郷帳とともに城絵図の作製を命じた。提出期限を示さなかったため実際の提出年紀はまちまちだが、4～5年のうちに提出されたと考えられている。「城郭を中心とした軍事施設」を主題とした主題図であり、記される文言は原則として、軍事上重要な事柄に限られる。提出された絵図は、江戸城内の紅葉山文庫に収められた。文化年間に幕府書物奉行であった近藤正斎の記録には157点の正保城絵図があったことが記され、これが提出の総数であった可能性が指摘されている。幕府は正保城絵図以降、改めて大名に城絵図を一斉に提出させることはなかったが、藩側の判断で元禄国絵図作製の一環として城内絵図・城下絵図を作製した例もある。正保城絵図の提出は、城の軍事性を完全に幕府が把握するということを通じて、徳川幕府の絶対的な権威を諸大名にはっきり認識させる意味を持っていた。

## 体裁
伝存する正保城絵図の体裁は折仕立装で、1城を1鋪におさめ、寸法は東西・南北とも、3～4メートル程である。料紙には厚手の間似合紙（雁皮紙の一種）を用い、大半は著色が施されている。折り畳んだ際の外題には原則として城名、城主名等が、その上方には朱筆の整理番号がある。また、内題には，領国名・城名・藩主名を書き込んだものが多い。なお、提出年紀が記されるのは徳島城のみである。

## 表記の基準
正保城絵図の表記の基準については幕府から大名に文書によって通達された。佐賀藩側の記録をまとめると次のようになる。
- 本丸・二ノ丸・三ノ丸について、石垣・土手・堀の規模を間数で書き記すこと。惣構えについては、堀の規模を記すこと。
- 天守・櫓・塀などを描くこと。塀については瓦塀・板塀を区別すること。天守については階数を書き入れること。
- 武家地・町人地いずれにおいても、細い道筋にいたるまで、道筋を図示し、道筋の長さを間数で書き記すこと。町人地については目抜き通り・脇道の別を明示すること。
- 城よりも高い場所があれば、城までの距離を間数で書き記すこと。ただし惣構えの外であれば、絵図に描かずに、文言で書き記すこと。

## 明治維新後
現在、紅葉山文庫の文書・絵図を受け継いだ国立公文書館内閣文庫に伝存する正保城絵図は63点である。すべてが1986年、国の重要文化財に指定された。また紅葉山文庫からの流出品として若松城・高田城・仙台城の城絵図が現存する。

## 関連史料

### 目録（覚書）
正保城絵図の提出と同じころ、城の概要を記した文書が幕府に提出されたのではないか、との指摘がある。その文書にはおよそ次のような特徴が認められるという。
1) 題に令制国名を添える（例：「肥前国佐賀城覚書」）。
2) 題の城郭名に「御」を付さない。
3) 作成者が記される場合、正保期～慶安期の藩主（城主）である。
4) 年紀が記される場合、それは正保3年（1646年）～慶安2年（1649年）である。
5) 題または本文に平城・平山城・山城の別を明示する。
6) 大名の居城である城郭および惣構えを取り上げている。
7) 天守の有無を明確にし、かつ天守がある場合はその概略を記す。
8) 絵図をともなわない完全な文字史料である。
9) 城郭の防禦施設について、その位置を（天守等を基準とした）方位角等で示し、規模を間数で表す。
10) 記される間数が、正保城絵図のものとよく一致し、関連が認められる。

### 道帳
正保城絵図が大名の居城、あるいは存置を認められた端城を対象としたのに対し、それ以外の城、すなわち一国一城令で破却されるなどした城（古城）について詳細に記したのが道帳（みちのちょう）である。道帳は正保城絵図とほぼ同じ頃、幕府が諸大名に命じて令制国単位で作らせたもので、道筋宿駅間の里程、交通難所、船路の里数などに加え、古城についての詳細な記載が求められていた。例えば陸奥国南部領道帳では、古城の周囲の地理的環境、各曲輪の規模・形状、曲輪同士の位置関係、堀の長さ・深さ・幅、井戸の数、惣構えの規模などを細かに書き上げている。

### 木形
東海道の城持ち大名に対しては、正保城絵図に加え、城の木形（木製の模型）の提出が命じられた。山鹿素行「年譜」正保4年条には、「今年 将軍家、北條氏長に命じ城の木形を上覧せんとす。之れに因りて予瘧疾に罹ると雖も、氏長予を招きて談ず。目録は予をして之れを書かしむ。（原文は漢文）」とあり、正保4年に3代将軍家光が城の木形を上覧し、山鹿素行が目録の作成にあたった可能性を示唆する。幕府に提出された木形は、かなりの年数を経て損壊、元文2年（1737年）7月5日に焼却処分され、現存していない。